# Baumeister (Familienname)
Baumeister ist der Familienname folgender Personen:

## Namensträger

### A
- Albert Baumeister (1882–1953), deutscher Gewerkschafter und Verleger
- Alexander Baumeister (* 1971), deutscher Wirtschaftswissenschaftler und Hochschullehrer
- Alfred Baumeister (1880–1952), deutscher Archivar
- Alois Baumeister (1894–1946), deutscher Ordensgeistlicher, Apostolischer Superior von Shiqian
- Annette Baumeister, deutsche Regisseurin und Journalistin
- Anton Baumeister (1932–2017), deutscher Verlagslektor, Autor, Übersetzer und Herausgeber
- Antonie Baumeister (1842–1902), deutsche Theaterschauspielerin

### B
- Bernhard Baumeister (1827–1917), deutscher Schauspieler
- Brigitte Baumeister (* 1946), deutsche Politikerin (CDU)
- Bruno Baumeister (1927–2010), deutscher Fußballspieler

### C
- Carl Baumeister (1840–1932), deutscher Maler und Künstler, siehe Karl Baumeister (Maler)
- Christian Baumeister (* 1971), deutscher Naturfilmer, Regisseur und Kameramann

### E
- Elisabeth Baumeister-Bühler (1912–2000), deutsche Bildhauerin und Medailleurin
- Engelbert Baumeister (Kunsthistoriker) (1880–1965), deutscher Kunsthistoriker
- Engelbert Baumeister (Benediktiner) (* 1935), deutscher Benediktiner und Abt von Scheyern
- Ernst Baumeister (* 1957), österreichischer Fußballspieler und -trainer

### F
- Friedrich Christian Baumeister (1709–1785), deutscher Philosoph
- Felicitas Baumeister (* 1933), deutsche Nachlassverwalterin

### G
- Georg Pfeilschifter-Baumeister (1901–1980), deutscher Theologe

### H
- Heinz Baumeister (1902–1969), deutscher Politiker (SPD/SED), Journalist und Kammerfunktionär
- Helena Baumeister (* 1998), deutsche Comiczeichnerin
- Herbert Baumeister (1947–1996), US-amerikanischer Serienmörder
- Hermann Baumeister (Politiker) (1806–1877), deutscher Politiker und Jurist
- Hermann Baumeister (Maler) (1867–1944), deutscher Maler

### J
- Jana Baumeister (* 1988), deutsche Opernsängerin und Konzertsängerin in der Stimmlage Sopran
- Jochen Baumeister (* 1971), deutscher Sportwissenschaftler
- Johann Baumeister (Mathematiker) (* 1944), deutscher Mathematiker und Hochschullehrer
- Johann Sebald Baumeister (1775–1829), deutscher Maler und Zeichner
- Johann Wilhelm Baumeister (1804–1846), deutscher Veterinär und Tiermaler
- Josef Baumeister (1925–2012), deutscher Heimat- und Mundartdichter (auch antisemitische und revisionistische Gedichte)
- Joseph Franz Baumeister (1857–1933), deutscher Bildhauer
- Joseph Anton Ignaz von Baumeister (1750–1819), österreichischer Schriftsteller, Regierungsrat und K.k. Prinzenerzieher

### K
- Karen Baumeister (* 1965), deutsche Volleyballspielerin
- Karl Baumeister (Maler) (1840–1932), deutscher Maler
- Karl August Baumeister (1830–1922), deutscher Pädagoge
- Konstantin Baumeister (1887–1962), deutscher Lehrer und Politiker (SPD)

### L
- Leonhard Baumeister (1904–1972), deutscher Politiker (CSU)
- Leonhart Baumeister (vor 1555–nach 1568), deutscher Kunsthandwerker
- Ludwig Baumeister (Geistlicher) (1894–1946), deutscher Ordensgeistlicher, Superior von Shiqian
- Ludwig Baumeister (Jurist) (1897–1960), deutscher Jurist und Richter

### M
- Marie Baumeister (um 1819–1887), deutsche Schauspielerin
- Markus Baumeister (* 1975), deutscher Schauspieler
- Martin Baumeister (* 1958), deutscher Historiker und Direktor
- Mathias Baumeister (* 1958), deutscher Kirchenmusiker, Musikpädagoge und Chorleiter
- Mick Baumeister (* 1958), deutscher Filmkomponist und Jazzmusiker
- Muriel Baumeister (* 1972), österreichische Schauspielerin

### P
- Patrick Baumeister (* 1992), österreichischer Fußballspieler
- Paul von Baumeister (1821–1887), preußischer Generalmajor
- Peri Baumeister (* 1986), deutsche Schauspielerin
- Peter Baumeister (1940–2004), deutscher Schlagzeuger und Bankmanager
- Pilar Baumeister (1948–2021), deutsch-spanische Autorin

### R
- Ralf Baumeister (* 1961), deutscher Biologe, Bioinformatiker und Hochschullehrer
- Reinhard Baumeister (1833–1917), deutscher Bauingenieur und Stadtplaner
- Roswitha Baumeister (* 1954), deutsche Bildhauerin, Fotografin, freischaffende Künstlerin
- Roy Baumeister (* 1953), amerikanischer Psychologe
- Rudolf Baumeister (1838–1902), deutscher Arzt und Kunstsammler

### S
- Stefan Baumeister (Verwaltungswissenschaftler) (* 1967), deutscher Verwaltungswissenschaftler
- Stefan Baumeister (* 1993), deutscher Snowboarder

### T
- Theofried Baumeister (* 1941), deutscher Kirchenhistoriker
- Truus Baumeister (1907–2000), niederländische Schwimmerin

### W
- Wilhelm Baumeister (Schauspieler) (1815–1875), deutscher Offizier und Schauspieler
- Wilhelm Baumeister (Mediziner) (1887–1963), deutscher Generalarzt
- Willi Baumeister (1889–1955), deutscher Maler und Typograf
- Willi Baumeister (Bildhauer) (1927–1997), deutscher Bildhauer
- Wolfgang Baumeister (* 1946), deutscher Biologe und Biophysiker